# Премія «Люм'єр» (22-га церемонія)
22-га церемонія вручення Премії «Люм'єр» французької Академії «Люм'єр» відбулася 30 січня 2017 в  Театрі Мадлен у Парижі. Номінантів на здобуття премії за 2016 рік було оголошено 16 грудня 2016 року. Почесними гостями церемонії були запрошені Маріон Котіяр та Тьєррі Фремо.
Фільм Вона здобув три нагороди, в тому числі як найкращий фільм.

## Список лауреатів та номінантів
| Найкращий фільм | Найкращий режисер |
| --- | --- |
| ★ Вона / Elle - Життя / Une Vie - Людожери / Les Ogres - Ноктюрама / Nocturama - Смерть Людовика XIV / La Mort de Louis XIV - Стояти рівно / Rester vertical | ★ Пол Верговен — Вона - Бертран Бонелло — Ноктюрама - Стефан Брізе — Життя - Ален Гіроді — Стояти рівно - Альберт Серра — Смерть Людовика XIV - Леа Фенер — Людожери                                              |
| Найкращий актор | Найкраща акторка |
| ★ Жан-П'єр Лео — Смерть Людовика XIV - П'єр Деладоншам — Син Жана - Жерар Депардьє — Кінець - Ніколя Дювошель — Я не мерзотник - Омар Сі та Джеймс Тьєррі — Шоколад - Гаспар Ульєль — Це всього лиш кінець світу | ★ Ізабель Юппер — Вона - Вірджинія Ефіра — У ліжку з Вікторією - Сідсе Бабетт Кнудсен — Донька Бреста - Маріон Котіяр — Ілюзія кохання - Соко — Танцівниця - Жудіт Шемла — Життя                                  |
| Найперспективніший актор | Найперспективніша акторка |
| ★ Деміен Боннар — Стояти рівно - Фіннеган Олдфілд — Банг Ганг (сучасна історія кохання) - Токі Піліоко — Найманець - Садек — Тур де Франс - Корентен Філа та Кейсі Моттет Кляйн — Бути 17-річним - Нільс Шнайдер — Чорний алмаз | ★ Улая Амамра та Дебора Люкумуена — Божественні - Наомі Амаржі та Ноемі Мерльо — Небо почекає - Паула Бір — Франц - Лілі-Роуз Депп — Танцівниця - Манал Ісса — Нічого не боятися - Раф — Моя краля                |
| Найкращий дебютний фільм | Найкращий кіносценарій |
| ★ Божественні / Divines - Апное / Apnée - Горло Серце Живіт / Gorge Coeur Ventre - Найманець / Mercenaire - Танцівниця / La Danseuse - Чорний алмаз / Diamant noir | ★ Життя Кабачка — Селін Ск'ямма - Вона — Девід Бірк - Людожери — Леа Фенер, Катрін Паїльє, Бріжит Сі - Небо почекає — Емілі Фреш та Марі-Кастіль Менсьон-Шаар - Стояти рівно — Ален Гіроді - Франц — Франсуа Озон |
| Найкращий оператор | Найкраща музика до фільму |
| ★ Джонатан Рікібюр — Смерть Людовика XIV - Крістоф Бокарн — Ілюзія кохання - Бенуа Дебі — Танцівниця - Антуан Еберле — Життя - Лео Енстен — Ноктюрама - Паскаль Марті — Франц | ★ Ібрагім Маалуф — У лісах Сибіру - Софі Гунгер — Життя Кабачка - Робін Кудер — Планетаріум - Лорен Перез дель Мар — Червона черепаха - Філіпп Ромбі — Франц - Габрієль Яред — Це всього лиш кінець світу         |
| Найкращий документальний фільм | Найкращий анімаційний фільм |
| ★ Подорож у світ французького кіно / Voyage à travers le cinéma français - Дерево, з якого зроблені мрії / Le bois dont les rêves sont faits - Дякую, бос! / Merci patron! - Останні новини з космосу / Dernières nouvelles du cosmos - Чванство / Swagger - Соціолог і пух / La Sociologue et l'Ourson                                                              | ★ Життя Кабачка / Ma vie de Courgette - Дівчина без рук / La jeune fille sans mains - Луїза взимку / Louise en hiver - На даху світу / Tout en haut du monde - Червона черепаха / La Tortue Rouge                 |
| Найкращий франкомовний фільм | |
| ★ Геді, реж. Мохамед Бен Атіа, Туніс/ Бельгія/ Франція - Бельгія, реж. Фелікс ван Гронінген, Бельгія/ Франція - Мімози, реж. Олівер Лакс, Іспанія/ Марокко/ Франція/ Катар - Невідома, реж. Жан-П'єр Дарденн, Люк Дарденн, Бельгія/ Франція - Це всього лиш кінець світу, реж. Ксав'є Долан, Канада/ Франція - Перший, останній, реж. Булі Ланнерс, Франція/ Бельгія | |
| Почесна премія | |
| Тьєррі Фремо Маріон Котіяр | |

## Фільми з найбільшою кількістю номінацій
| Номінації        | Фільм                      |
| ---------------- | -------------------------- |
| 4                | Вона                       |
| 4                | Смерть Людовика XIV        |
| 4                | Стояти рівно               |
| 4                | Життя                      |
| 4                | Танцівниця                 |
| 4                | Франц                      |
| 3                | Ноктюрама                  |
| 3                | Людожери                   |
| 3                | Це всього лиш кінець світу |
| 3                | Життя Кабачка              |
| 2                |                            |
| Ілюзія кохання   |                            |
| Божественні      |                            |
| Найманець        |                            |
| Небо почекає     |                            |
| Чорний алмаз     |                            |
| Червона черепаха |                            |

| Нагород | Фільм               |
| ------- | ------------------- |
| 3       | Вона                |
| 2       | Божественні         |
| 2       | Життя Кабачка       |
| 2       | Смерть Людовика XIV |